# Kurt Wallander (filmer)

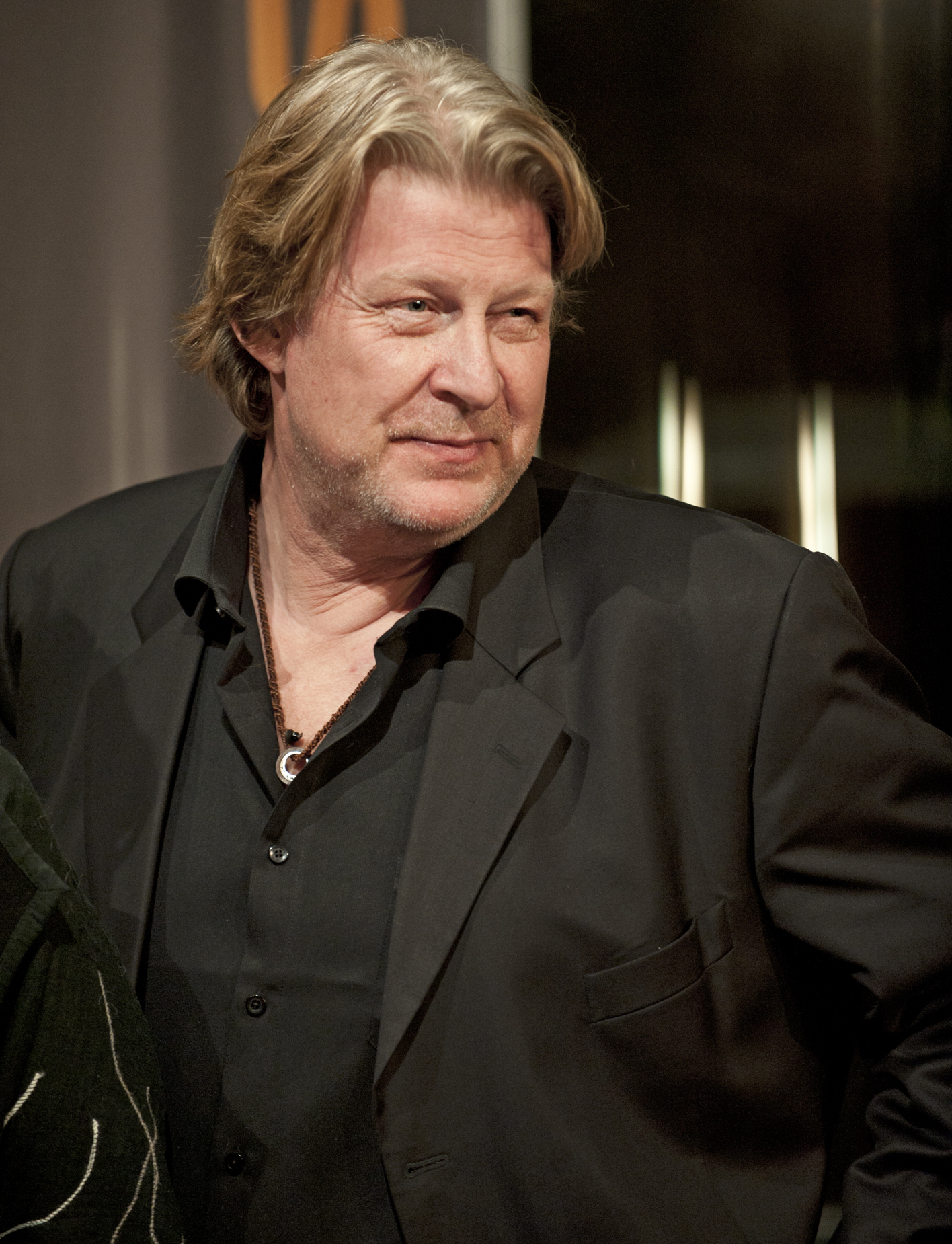
Rolf Lassgård spelade Wallander under den första filmatiseringen.

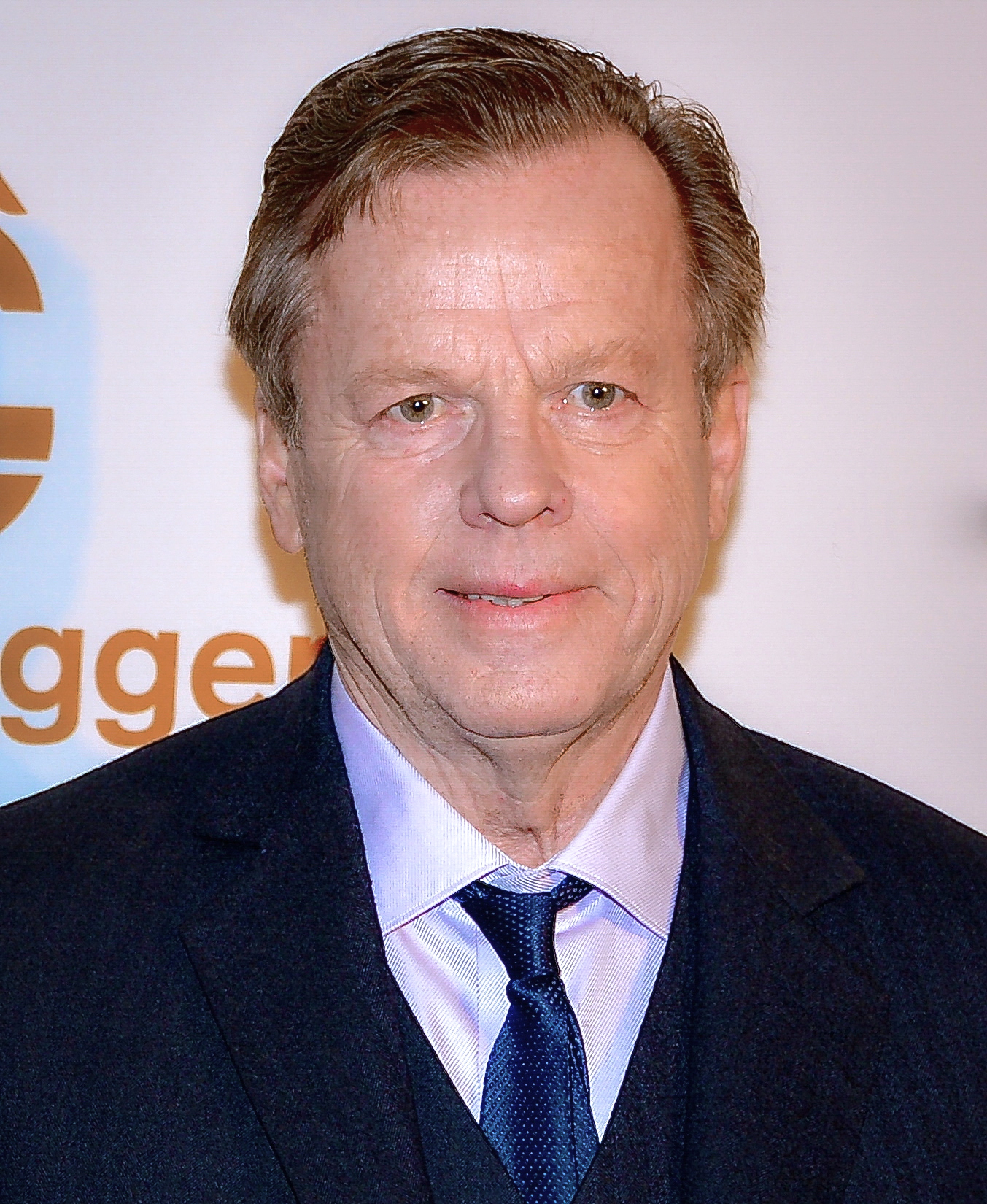
Krister Henriksson spelade Wallander i senare filmatiseringar.

Kurt Wallander-filmerna är en samling filmer och tv-serier baserade på Henning Mankells rollfigur med samma namn. Det förekommer totalt fyra olika Wallander-serier: tre svenska och en brittisk. Totalt har 12 böcker givits ut av Henning Mankell om Kurt Wallander. Den sista, Handen, gavs ut i september 2013.
I den första filmserien (1994–2007) producerad av bland annat Sveriges Television gestaltas Wallander av Rolf Lassgård. I en annan serie påbörjad innan den första avslutades producerad av bland annat TV4 gestaltas Wallander av Krister Henriksson under tre säsonger, 2005–2006, 2009–2010, samt 2013.
Under Lassgårds tid som Wallander spelade även Lennart Jähkel Wallander i Talismanen (TV-serie), en serie från 2003 om Wallton, ett mellanting av Kurt Wallander och Carl Hamilton där författarna Jan Guillou (Hamilton) och Henning Mankell (Wallander) växelvis skrev vartannat avsnitt (totalt åtta avsnitt skrevs och producerades).
Även en brittisk version förekommer där Wallander spelas av Kenneth Branagh. Det var Branagh själv som bad om att få spela rollen, då han tycker om böckerna. Rollen som en ung Kurt Wallander har också spelats av Gustaf Skarsgård i filmen Pyramiden.

## Filmer/tv-serier baserade på böckerna

### Rolf Lassgård som Wallander
I följande filmer/tv-serier gestaltas Kurt Wallander av Rolf Lassgård. Totalt har fem filmer och fyra miniserier producerats (maj 2010) med Lassgård som Wallander. Samtliga filmer/serier är producerade av bland andra Sveriges Television.
| Titel                  | Premiär                  | Regissör             | Manus                                                            | Baserad på           |
| ---------------------- | ------------------------ | -------------------- | ---------------------------------------------------------------- | -------------------- |
| "Mördare utan ansikte" | 3 september 1995 på SVT  | Pelle Berglund       | Lars Björkman                                                    | Mördare utan ansikte |
| "Hundarna i Riga"      | 10 november 1995 på bio  | Pelle Berglund       | Lars Björkman                                                    | Hundarna i Riga      |
| "Den vita lejoninnan"  | 1 november 1996 på bio   | Pelle Berglund       | Lars Björkman & Henning Mankell                                  | Den vita lejoninnan  |
| "Villospår"            | 19 oktober 2001 på SVT1  | Leif Magnusson       | Leif Magnusson & Henning Mankell                                 | Villospår            |
| "Den 5:e kvinnan"      | 8 mars 2002 på SVT1      | Birger Larsen        | Birger Larsen & Klas Abrahamsson                                 | Den femte kvinnan    |
| "Mannen som log"       | 26 december 2003 på SVT1 | Leif Lindblom        | Tomas Tivemark, Michael Hjorth & Klas Abrahamsson                | Mannen som log       |
| "Steget efter"         | 26 juni 2005 på bio      | Birger Larsen        | Birger Larsen, Klas Abrahamsson, Tomas Tivemark & Michael Hjorth | Steget efter         |
| "Brandvägg"            | 19 januari 2007 på SVT1  | Lisa Siwe            | Michael Hjorth                                                   | Brandvägg            |
| "Pyramiden"            | 28 november 2007 på dvd  | Daniel Lind Lagerlöf | Michael Hjorth, Hans Rosenfeldt & Henning Mankell                | Pyramiden            |

### Kenneth Branagh som Wallander

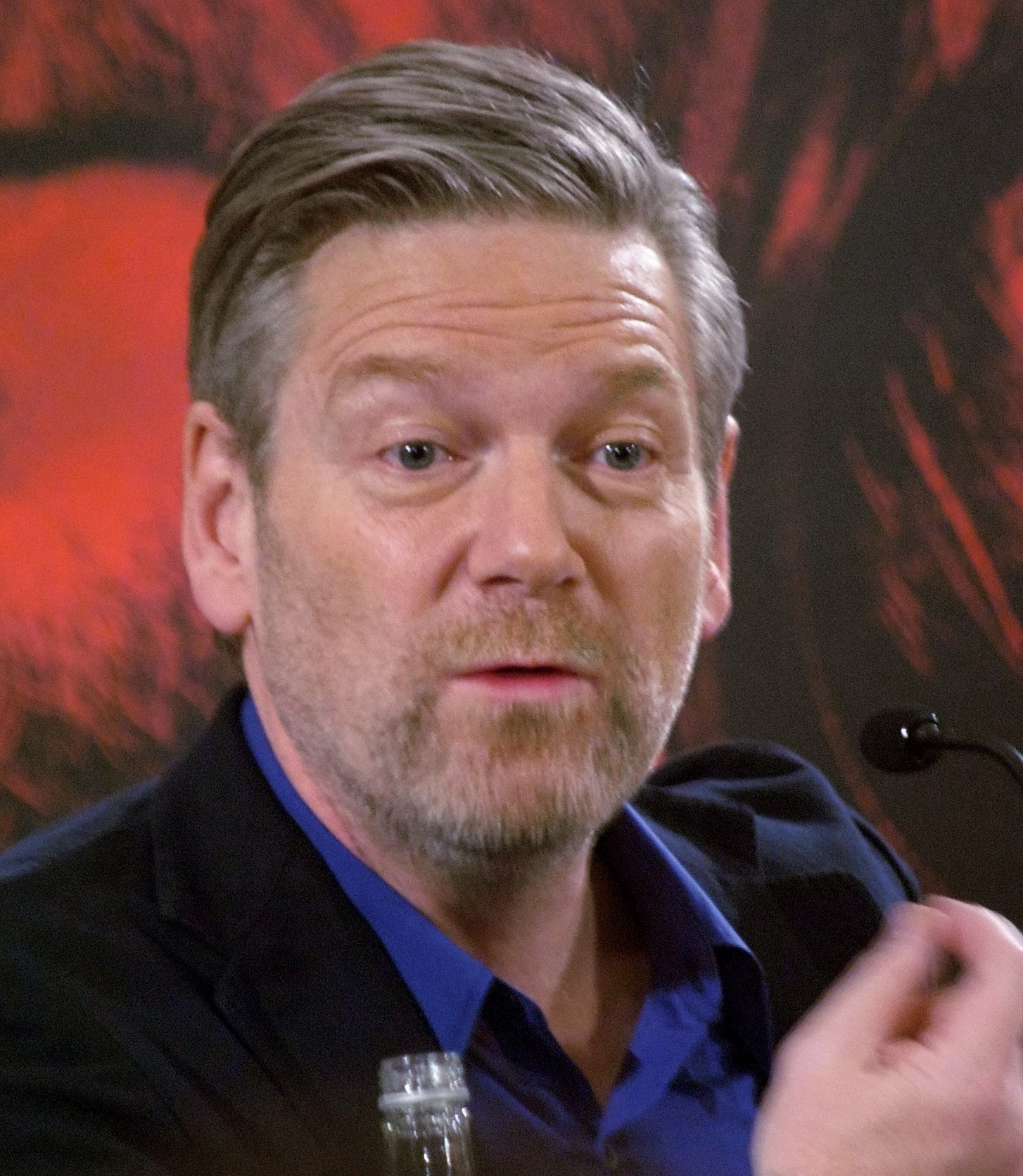
Kenneth Branagh spelade Wallander i den brittiska versionen.

En brittisk Wallander-serie startade 2008 med Kenneth Branagh i titelrollen och Jeany Spark som Linda Wallander. Serien gick på BBC. 2010 kom ytterligare tre filmer med Branagh i huvudrollen som Kurt Wallander. I augusti 2011 påbörjas inspelningarna av ytterligare tre filmer. Samtliga filmer bygger på de böcker som utkom på 90-talet, men utspelar sig på 2000-talet (nutid). I början av augusti 2011 meddelades det att man ska spela in ytterligare tre filmer om Kurt Wallander, med Kenneth Branagh som Kurt Wallander. Två av filmerna som ska spelas in bygger på Henning Mankells böcker Hundarna i Riga och Innan frosten, medan den tredje filmen bygger på en ännu outgiven novell från 2004 kallad Händelse om hösten, som först endast publicerats i Nederländerna men som nu finns som utgiven bok Handen (2013). Filmerna spelas in bland annat i Ystad, Småland och i Riga. Filmerna fick premiär och visades i juli månad 2012 på BBC England. Enligt Kenneth Branagh kommer serien att avslutas med en fjärde säsong, även den i tre delar. Den kommer att bygga på Den vita lejoninnan, Pyramiden och Den orolige mannen och kommer att spelas in under våren 2014.

#### Säsong 1 (2008)
| Titel             | Premiär                      | Regissör         | Manus                            | Baserad på   |
| ----------------- | ---------------------------- | ---------------- | -------------------------------- | ------------ |
| "Sidetracked"     | BBC-premiär 30 november 2008 | Philip Martin    | Richard Cottan                   | Villospår    |
| "Firewall"        | BBC-premiär 7 december 2008  | Niall MacCormick | Richard Cottan & Richard McBrien | Brandvägg    |
| "One Step Behind" | BBC-premiär 14 december 2008 | Philip Martin    | Richard Cottan                   | Steget efter |

#### Säsong 2 (2010)
| Titel                | Premiär                     | Regissör         | Manus                         | Baserad på           |
| -------------------- | --------------------------- | ---------------- | ----------------------------- | -------------------- |
| "Faceless Killers"   | BBC-premiär 3 januari 2010  | Hettie Macdonald | Richard Cottan                | Mördare utan ansikte |
| "The Man Who Smiled" | BBC-premiär 10 januari 2010 | Andy Wilson      | Richard Cottan & Simon Donald | Mannen som log       |
| "The Fifth Woman"    | BBC-premiär 17 januari 2010 | Aisling Walsh    | Richard Cottan                | Den femte kvinnan    |

#### Säsong 3 (2012)
I början av augusti 2011 meddelades det att man ska spela in ytterligare tre filmer om Kurt Wallander, med Kenneth Branagh som Kurt Wallander. Två av filmerna som ska spelas in bygger på Henning Mankells böcker Hundarna i Riga och Innan frosten, medan den tredje filmen bygger på en ännu outgiven novell från 2004 kallad Händelse om hösten, som först endast publicerats i Nederländerna men som nu finns som utgiven bok Handen (2013). Filmerna spelas in bland annat i Ystad, Småland och i Riga. Filmerna fick premiär och visades i juli månad 2012 i engelsk tv på BBC.

#### Säsong 4 (2015)
Enligt Kenneth Branagh kommer serien att avslutas med en fjärde säsong, även den i tre delar. Den kommer att bygga på Den vita lejoninnan, Pyramiden och Den orolige mannen.

## Filmserien med Krister Henriksson
Under 2005–2006, 2009–2010 och 2013 har man fortsatt att spela in nya filmer, den här gången med Krister Henriksson i huvudrollen som Kurt Wallander. Rolf Lassgård blev ursprungligen erbjuden att fortsätta spela Kurt Wallander i den här filmserien, men valde att tacka nej. Samtliga filmer i serien har fått nyskrivet manus förutom Innan frosten och Den orolige mannen, som är mer eller mindre trogna tolkningar på böckerna med samma namn. Till de nya filmerna har bland andra Stefan Ahnhem, Stefan Apelgren, Stefan Thunberg och Pernilla Oljelund skrivit manus. Även Henning Mankell och Jonas Grimås har skrivit en del manus till de nya Wallanderfilmerna. De två filmomgångarna innehåller 13 filmer vardera, sammanlagt 26 stycken. Samtliga filmer har getts ut på DVD. Fyra filmer (Innan Frosten, Mastermind, Hemligheten och Hämnden) fick först biopremiär innan de släpptes på DVD ca ett halvår efter biopremiären skett.
Under den första omgången medverkade Ola Rapace och Johanna Sällström som Kurt Wallanders närmaste kollegor Stefan Lindman och Linda Wallander (Kurts dotter). Till den andra omgången var dessa två rollfigurer borta på grund av dödsfall, om än under olika omständigheter; karaktären Stefan tog sitt liv i den sista filmen, och skådespelerskan Johanna Sällström begick självmord i februari 2007, efter att inspelningen var fullbordad. De ersattes av polisaspiranterna Isabell och Pontus (spelade av Nina Zanjani och Sverrir Gudnason). Dessutom tillkom den nya åklagaren Katarina Ahlsell spelad av Lena Endre. Man valde till den andra omgången att inte ersätta rollfiguren Linda Wallander med en ny skådespelare, av respekt för den bortgångna Johanna Sällström, något som emellertid skedde då karaktären skulle återintroduceras senare. Nina Zanjani och Sverrir Gudnason medverkade i film 14–25, därefter tog deras rollfigurer sina polisexamina och blev fullvärdiga poliser. Kriminalinspektör Martinsson, som spelas av Douglas Johansson är med i de flesta filmerna.
Sommaren 2008 påbörjade man inspelningarna av den andra omgången. Inspelningarna pågick fram till oktober 2009. Filmerna utkom med omkring en månads mellanrum, även om det gjordes längre uppehåll mellan vissa filmer. De nya filmerna i omgång två släpptes i maj–december 2009 samt januari, mars, april, juni och juli 2010. I en intervju i en brittisk tidning meddelade Krister Henriksson att han inte tänker göra fler Wallanderfilmer. Även Henning Mankell meddelade i en tidningsintervju att han inte tänker skriva fler filmer om Wallander. I tv-programmet "Dom kallar oss skådisar" som sändes den 20 september 2011, samtalade Krister Henriksson och Henning Mankell om att man ska göra sex finalfilmer om Kurt Wallander, med Henriksson i huvudrollen, som spelades in våren 2012. Filmerna fokuserar på Wallander när han drabbas av alzheimers. I de sista sex filmerna återkommer Linda Wallander igen, nu spelad av Charlotta Jonsson. Den första filmen kommer att bygga på Wallanderboken Den orolige mannen (film) och får samma filmtitel, med biopremiär den 11 januari 2013.
Den första omgångens filmer visades i Storbritannien av BBC 4 mellan 8 december 2008 och 28 juni 2009, andra omgången började visas 27 mars 2010, och tredje omgången 17 maj 2014. Filmerna har även sänts på TV4 vid vissa tillfällen. 

### Säsong 1 (2005–2006)
| Nr i serien | Nr i säsongen | Titel               | Regissör            | Manus                                                                | Premiär                                |
| ----------- | ------------- | ------------------- | ------------------- | -------------------------------------------------------------------- | -------------------------------------- |
| 01          | 101           | "Innan frosten"     | Kjell-Åke Andersson | Stefan Ahnhem, Pelle Berglund & Henning Mankell                      | bio 14 januari 2005, dvd 15 juni 2005  |
| 02          | 102           | "Byfånen"           | Jørn Faurschou      | Petra Revenue & Henning Mankell                                      | dvd 3 augusti 2005                     |
| 03          | 103           | "Bröderna"          | Jørn Faurschou      | Ola Saltin & Henning Mankell                                         | dvd 7 september 2005                   |
| 04          | 104           | "Mörkret"           | Stephan Apelgren    | Stephan Apelgren, Ulf Rydberg & Henning Mankell                      | dvd 12 oktober 2005                    |
| 05          | 105           | "Afrikanen"         | Stephan Apelgren    | Lars Lundström, Anna Fredriksson, Stephan Apelgren & Henning Mankell | dvd 16 november 2005                   |
| 06          | 106           | "Den svaga punkten" | Jonas Grimås        | Petra Revenue & Henning Mankell                                      | dvd 15 mars 2006                       |
| 07          | 107           | "Mastermind"        | Peter Flinth        | Stefan Ahnhem & Henning Mankell                                      | bio 16 december 2005, dvd 22 mars 2006 |
| 08          | 108           | "Fotografen"        | Jonas Grimås        | Ola Saltin & Henning Mankell                                         | dvd 10 maj 2006                        |
| 09          | 109           | "Täckmanteln"       | Anders Engström     | Rolf Börjlind, Cilla Börjlind & Henning Mankell                      | dvd 19 juli 2006                       |
| 10          | 110           | "Luftslottet"       | Anders Engström     | Stefan Ahnhem & Henning Mankell                                      | dvd 23 augusti 2006                    |
| 11          | 111           | "Blodsband"         | Stephan Apelgren    | Niklas Rockström & Henning Mankell                                   | dvd 25 oktober 2006                    |
| 12          | 112           | "Jokern"            | Stephan Apelgren    | Stefan Karlsson, Stefan Thunberg & Henning Mankell                   | dvd 1 november 2006                    |
| 13          | 113           | "Hemligheten"       | Stephan Apelgren    | Stefan Thunberg & Henning Mankell                                    | bio 10 november 2006, dvd 7 mars 2007  |

### Säsong 2 (2009–2010)
| Nr i serien | Nr i säsongen | Titel        | Regissör                 | Manus                                               | Premiär                             |
| ----------- | ------------- | ------------ | ------------------------ | --------------------------------------------------- | ----------------------------------- |
| 14          | 201           | "Hämnden"    | Charlotte Brändström     | Hans Rosenfeldt & Henning Mankell                   | bio 9 januari 2009, dvd 20 maj 2009 |
| 15          | 202           | "Skulden"    | Leif Magnusson           | Pernilla Oljelund & Henning Mankell                 | dvd 17 juni 2009                    |
| 16          | 203           | "Kuriren"    | Leif Magnusson           | Stefan Thunberg, Stephan Apelgren & Henning Mankell | dvd 22 juli 2009                    |
| 17          | 204           | "Tjuven"     | Stephan Apelgren         | Lars Lundström & Henning Mankell                    | dvd 19 augusti 2009                 |
| 18          | 205           | "Cellisten"  | Stephan Apelgren         | Lars Lundström, Stephan Apelgren & Henning Mankell  | dvd 16 september 2009               |
| 19          | 206           | "Prästen"    | Henrik Georgsson         | Pernilla Oljelund & Henning Mankell                 | dvd 21 oktober 2009                 |
| 20          | 207           | "Läckan"     | Henrik Georgsson         | Stefan Ahnhem & Henning Mankell                     | dvd 18 november 2009                |
| 21          | 208           | "Skytten"    | Agneta Fagerström-Olsson | Stefan Thunberg & Henning Mankell                   | dvd 16 december 2009                |
| 22          | 209           | "Dödsängeln" | Agneta Fagerström-Olsson | Pernilla Oljelund & Henning Mankell                 | dvd 20 januari 2010                 |
| 23          | 210           | "Vålnaden"   | Mikael Marcimain         | Lars Lundström & Henning Mankell                    | dvd 24 mars 2010                    |
| 24          | 211           | "Arvet"      | Mikael Marcimain         | Anton Moritz & Henning Mankell                      | dvd 21 april 2010                   |
| 25          | 212           | "Indrivaren" | Kathrine Windfeld        | Stefan Thunberg & Henning Mankell                   | dvd 16 juni 2010                    |
| 26          | 213           | "Vittnet"    | Kathrine Windfeld        | Stefan Thunberg & Henning Mankell                   | dvd 21 juli 2010                    |

Fotnot: Cellisten är före Tjuven i serien, men Tjuven släpptes tidigare då filmerna släpptes i produktionsordning.[källa behövs] 

### Säsong 3 (2013)
I det avsnitt av tv-programmet Dom kallar oss skådisar, som handlade om Krister Henriksson och sändes den 20 september 2011, pratade han och Henning Mankell om att göra ytterligare sex filmer om Kurt Wallander. Dessa filmer skulle dock bli de sista. Handlingen börjar när Kurt Wallander börjar ta steget att gå i pension samtidigt som han drabbas av Alzheimers, vilket sker i Henning Mankells sista roman om Wallander. De sex filmerna spelades in under 2012 och släpps sedan med cirka en månads mellanrum på dvd under 2013. Den första filmen gick dock först upp på bio i januari innan den i maj släpptes på dvd. I en intervju i december 2012 bekräftade Henriksson att han inte kommer återvända i rollen som Wallander igen. I den sista säsongen med Krister Henriksson som Kurt Wallander återkom Wallanders dotter Linda igen, efter att inte ha medverkat i den föregående säsongen.  Linda spelas då av Charlotta Jonsson.
| Nr i serien | Nr i säsongen | Titel                | Regissör                 | Manus                           | Premiär                              |
| --- | ------------- | -------------------- | ------------------------ | ------------------------------- | ------------------------------------ |
| 27 | 301           | "Den orolige mannen" | Agneta Fagerström-Olsson | Lars Bill Lundholm, Peter Birro | bio 11 januari 2013, dvd 22 maj 2013 |
| Kurt Wallander har blivit morfar och försöker att ta vara på den rollen så gott som det går, för att han vill komma närmre sin dotter Linda och hennes familj. Då Lindas svärfar mystiskt försvinner dras Wallander in i fallet som tar honom tillbaka i tiden kalla kriget och ubåtskränkningarna i Stockholms skärgård. Samtidigt börjar en oro gro hos Wallander om att något inte står rätt till med honom själv. |               |                      |                          |                                 |                                      |
| 28 | 302           | "Försvunnen"         | Leif Magnusson           | Niklas Rockström                | dvd 19 juni 2013                     |
| Kurt återgår i tjänst efter en tids avstängning. Samtidigt försvinner en flicka vilket drar in hela Ystads polis- och militärkår som letar febrilt efter henne. När Kurt börjar arbeta med fallet börjar han se likheter med ett fall han arbetade med tio år tidigare, som drabbade honom väldigt personligt. |               |                      |                          |                                 |                                      |
| 29 | 303           | "Sveket"             | Leif Magnusson           | Stefan Thunberg                 | dvd 24 juli 2013                     |
| En ung kvinna kommer in till Ystads poliskontor för att anmäla sin mamma försvunnen. Strax efteråt hittas mamman död i närheten av familjens hem. Ystadspolisen hamnar i ett fall som hela tiden rör upp nya trådar samtidigt som polisen misstänker att fadern är den skyldige. På det personliga planet blir Martinsson allt mer orolig för Kurt som börjar få det svårare med minnet. |               |                      |                          |                                 |                                      |
| 30 | 304           | "Saknaden"           | Agneta Fagerström-Olsson | Malin Lagerlöf                  | dvd 21 augusti 2013                  |
| En död ung kvinna hittas vid ett grävjobb i Ystad. Ystadspolisen med Kurt Wallander i spetsen inleder fallet och får reda på att kvinnan, som hette Tatiana, varit prostituerad och att hon ursprungligen kommit från Moldavien. Man får snabbt reda på att en "modefotograf" i Ystad länge sysslat med att ta in kvinnor och sedan utnyttjat dem. Kurt bestämmer sig för att söka upp Tatianas familj i Moldavien för att lära sig mer om henne. När han sedan återvänder till Sverige blir han påkörd men överlever. Han blir sjukskriven men vill ändå arbeta trots kollegornas tvivel. Samtidigt får Kurt ett besked om vad hans glömska nu beror på. |               |                      |                          |                                 |                                      |
| 31 | 305           | "Mordbrännaren"      | Charlotte Brändström     | Peter Lindblom                  | dvd 25 september 2013                |
| En mordbrännare som suttit av sitt straff i fängelse släpps ut i friheten, men där vill ingen kännas vid honom. En natt antänds en kiosk i Ystad som brinner ned till grunden - och kioskägaren instängd i branden. Polisen tar upp jakten på mordbrännaren, som man tror är samme man som nyss släppts ut ur fängelset. Under arbetet märks Kurts förvirring allt mer och han får svårt att sköta sitt normala arbete. Han väljer ett svårt val - att berätta sanningen för sin dotter. |               |                      |                          |                                 |                                      |
| 32 | 306           | "Sorgfågeln"         | Lisa Ohlin               | Henning Mankell                 | dvd 23 oktober 2013                  |
| En känd krögare i Ystad försvinner i en brutal kidnappning. Kurt tar sig an fallet om än att han tvingas ta hjälp av en kvinnlig kollega i Malmö. Medan Kurt försöker reda ut vad som pågår börjar han göra ett val att sluta som polis. Sjukdomen tar över honom mer och mer och snart inser han själv hur illa det ligger till. Särskilt då han börjar tro att polisen själva ligger bakom brottet. |               |                      |                          |                                 |                                      |

## Young Wallander
Netflix producerar TV-serien Young Wallander med Adam Pålsson i huvudrollen. I serien är Kurt Wallander en ung polisman i tjugoårsåldern. Serien spelas in i Vilnius på engelska och hade premiär 2020.

## Relaterade verk
| Titel                   | År                  | Regissör                           | Manus                         |
| ----------------------- | ------------------- | ---------------------------------- | ----------------------------- |
| "Talismanen"            | 6 april 2003 på TV4 | Erik Leijonborg & Christjan Wegner | Jan Guillou & Henning Mankell |
| (tv-serie i åtta delar) |                     |                                    |                               |